# Ulug-Chemskij kožuun
Il Ulug-Chemskij kožuun (in russo Улуг-Хемский кожуун?; in tuvano: Улуг-Хем кожуун) è un distretto della Repubblica di Tuva, nella Siberia Orientale. Occupa una superficie di 5 335,40 chilometri quadrati, è suddiviso in 10 sumon, ospita una popolazione di circa 20 309 abitanti e ha come capoluogo la città di Šagonar.
Il distretto è attraversato dal fiume Enisej e nel suo territorio si trova parte del bacino Sajano-Šušenskoe.